# Guglielmo XI d'Alvernia
Guglielmo XI d'Alvernia, in francese Guillaume XI d'Auvergne (1248 circa – 1277) fu conte d'Alvernia e conte di Boulogne dal gennaio 1277 alla sua morte.

## Origine
Secondo la Histoire généalogique de la maison d'Auvergne Guglielmo era il figlio maschio primogenito del conte d'Alvernia e conte di Boulogne, Roberto V di Clermont e di Eleonora di Baffie, che era figlia di Guglielmo detto il Vecchio, signore di Baffie (in Alvernia), e della moglie, di cui non si conosce il nome, figlia del conte di Forez, Guido III e della moglie di nome Asiurane.
Secondo la Histoire généalogique de la maison d'Auvergne Roberto V di Clermont era il figlio maschio primogenito del conte d'Alvernia, Guglielmo X di Clermont e di Adelaide di Brabante, che secondo la Genealogia Ducum Brabantiæ Heredum Franciæ era la figlia femmina terzogenita del Duca della Bassa Lorena (Lotaringia), duca di Lovanio e duca di Brabante, Enrico I e della sua prima moglie (come ci viene confermato sia dalla Flandria Generosa (Continuatio Bruxellensis), che dal Gisleberti Chronicon Hanoniense), Matilde di Lorena, figlia del Conte consorte di Boulogne, Matteo di Lorena e della Contessa di Boulogne, Maria, come ci viene confermato sia dalla Flandria Generosa (Continuatio Bruxellensis), che dal Gisleberti Chronicon Hanoniense.

## Biografia
Guglielmo (Guillelmum filium meum primogenitum heredem mihi instituo) viene citato come erede delle contee d'Alvernia e di Boulogne, nel testamento del padre, Roberto V, datato gennaio 1276.
Suo padre morì nel gennaio 1277; la Histoire généalogique de la maison d'Auvergne conferma la morte di Roberto V nel 1277 e fu sepolto nell'abbazia di Bouschet-Vauluisant Yronde-et-Buron, dove aveva espresso il desiderio di essere sepolto nel suo testamento.
Guglielmo resse le due contee per meno di un anno e viene ricordato per una citazione del prevosto di Evau, inerente alla proprietà di un monastero.
Guglielmo morì nel 1277), senza lasciare alcuna discendenza e gli succedette il fratello, Roberto

## Matrimonio e discendenza
Guglielmo aveva sposato una figlia di Umberto V di Beaujeu (1198-1250), primo principe di Dombes e undicesimo signore di Beaujeu e connestabile di Francia del re Luigi IX il Santo, sia secondo Justel nella sua Histoire généalogique de la maison d'Auvergne che secondo Baluze nella Histoire généalogique de la maison d'Auvergne, tome 1.
Di Guglielmo XI non si conosce alcuna discendenza, come conferma il Baluze.

## Ascendenza
|                         |   |                       | Genitori                |  |  | Nonni |  |  | Bisnonni            |  |  | Trisnonni             |  |
|                         |   |                       |                         |  |  |       |  |  | Guido II d'Alvernia |  |  | Roberto IV d'Alvernia |  |
|                         |   |                       |                         |  |  |       |  |  | Guido II d'Alvernia |  |  | Roberto IV d'Alvernia |  |
|                         |   | Matilde di Borgogna   |                         |  |  |       |  |  | Guido II d'Alvernia |  |  |                       |  |
| Guglielmo X d'Alvernia  |   |                       |                         |  |  |       |  |  | Guido II d'Alvernia |  |  |                       |  |
|                         |   | Petronilla di Chambon | Amelio III di Chambon   |  |  |       |  |  |                     |  |  |                       |  |
|                         |   | Petronilla di Chambon | Amelio III di Chambon   |  |  |       |  |  |                     |  |  |                       |  |
|                         |   | Petronilla di Chambon | Dalmazia d'Alvernia     |  |  |       |  |  |                     |  |  |                       |  |
| Roberto V d'Alvernia    |   | Petronilla di Chambon |                         |  |  |       |  |  |                     |  |  |                       |  |
|                         |   | Enrico I di Brabante  | Goffredo III di Lovanio |  |  |       |  |  |                     |  |  |                       |  |
|                         |   | Enrico I di Brabante  | Goffredo III di Lovanio |  |  |       |  |  |                     |  |  |                       |  |
|                         |   | Enrico I di Brabante  | Margherita di Limburgo  |  |  |       |  |  |                     |  |  |                       |  |
| Adelaide di Brabante    |   | Enrico I di Brabante  |                         |  |  |       |  |  |                     |  |  |                       |  |
|                         |   | Matilde di Lorena     | Matteo di Lorena        |  |  |       |  |  |                     |  |  |                       |  |
|                         |   | Matilde di Lorena     | Matteo di Lorena        |  |  |       |  |  |                     |  |  |                       |  |
|                         |   | Matilde di Lorena     | Maria di Boulogne       |  |  |       |  |  |                     |  |  |                       |  |
| Guglielmo XI d'Alvernia |   | Matilde di Lorena     |                         |  |  |       |  |  |                     |  |  |                       |  |
|                         | … | …                     |                         |  |  |       |  |  |                     |  |  |                       |  |
|                         | … | …                     |                         |  |  |       |  |  |                     |  |  |                       |  |
|                         | … | …                     |                         |  |  |       |  |  |                     |  |  |                       |  |
| Guglielmo di Baffie     | … |                       |                         |  |  |       |  |  |                     |  |  |                       |  |
|                         |   | …                     | …                       |  |  |       |  |  |                     |  |  |                       |  |
|                         |   | …                     | …                       |  |  |       |  |  |                     |  |  |                       |  |
|                         |   | …                     | …                       |  |  |       |  |  |                     |  |  |                       |  |
| Eleonora di Baffie      |   | …                     |                         |  |  |       |  |  |                     |  |  |                       |  |
|                         |   | …                     | …                       |  |  |       |  |  |                     |  |  |                       |  |
|                         |   | …                     | …                       |  |  |       |  |  |                     |  |  |                       |  |
|                         |   | …                     | …                       |  |  |       |  |  |                     |  |  |                       |  |
| Eleonora di Forez       |   | …                     |                         |  |  |       |  |  |                     |  |  |                       |  |
|                         |   | …                     | …                       |  |  |       |  |  |                     |  |  |                       |  |
|                         |   | …                     | …                       |  |  |       |  |  |                     |  |  |                       |  |
|                         |   | …                     | …                       |  |  |       |  |  |                     |  |  |                       |  |
|                         |   | …                     |                         |  |  |       |  |  |                     |  |  |                       |  |

### Letteratura storiografica
- (FR)  Histoire généalogique de la maison d'Auvergne.
- (FR)  Justel, Histoire généalogique de la maison d'Auvergne.
- (FR)  Baluze, Histoire généalogique de la maison d'Auvergne, tome 1.